# Les Salles-de-Castillon
Les Salles-de-Castillon település Franciaországban, Gironde megyében. Lakosainak száma 321 fő (2022. január 1.). Les Salles-de-Castillon Francs, Minzac, Montpeyroux, Saint-Michel-de-Montaigne, Gardegan-et-Tourtirac, Saint-Cibard és Saint-Philippe-d’Aiguille községekkel határos.

## Népesség
A település népességének változása:
| Lakosok száma | 334  | 283  | 324  | 342  | 389  | 382  | 363  | 333  | 327  | 321  |
|               | 1968 | 1982 | 1990 | 2006 | 2013 | 2015 | 2017 | 2019 | 2020 | 2022 |